# Santo

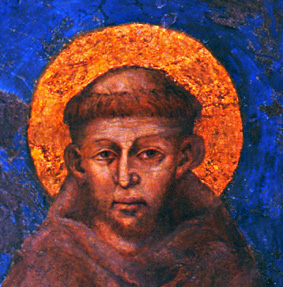
San Francisco de Asís, con el nimbo, aureola que caracteriza a los santos en la iconografía cristiana. Detalle de pintura realizada por Cimabue.

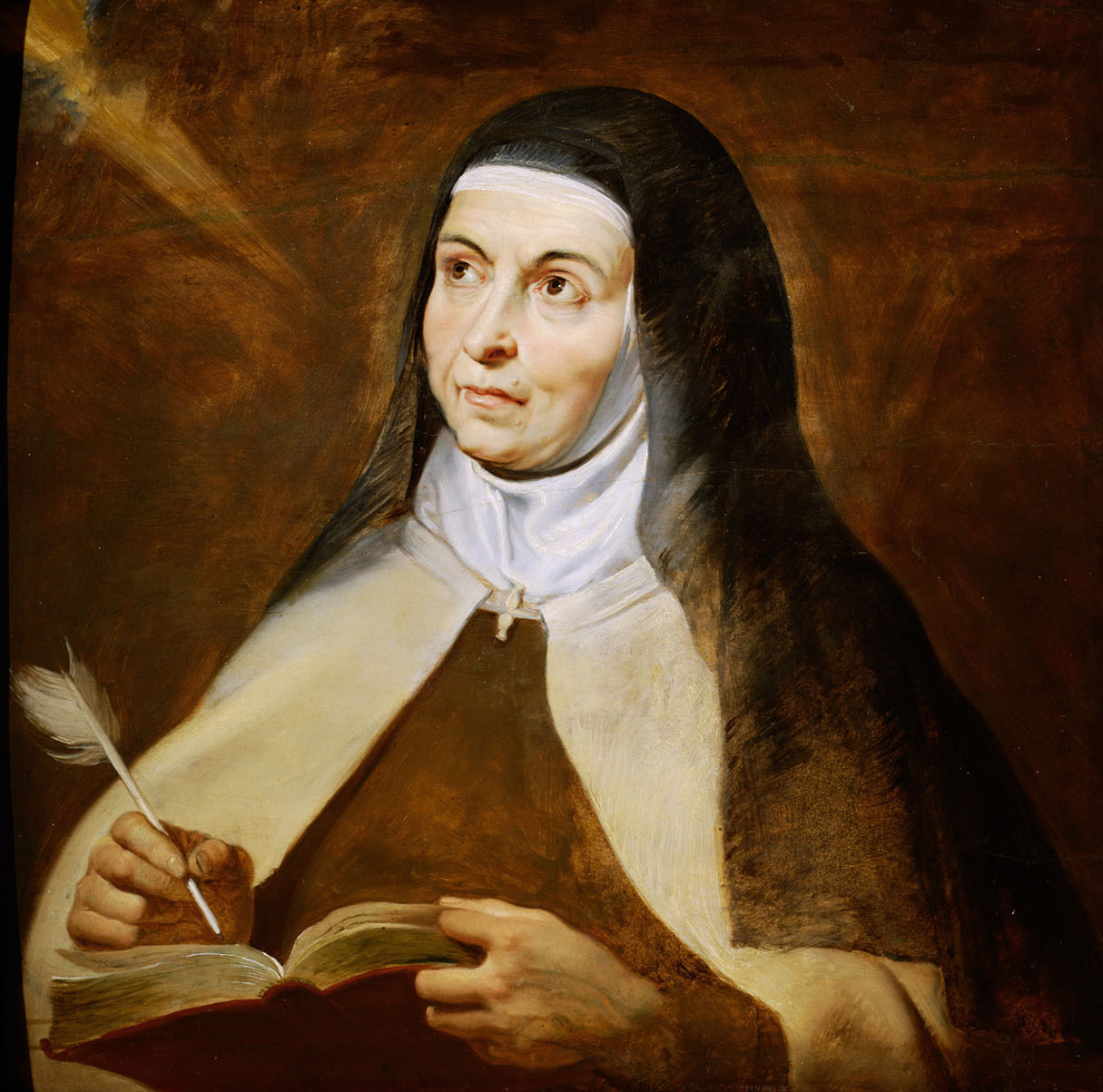
Teresa de Ávila, pintura de Rubens: Santa Teresa de Jesús.

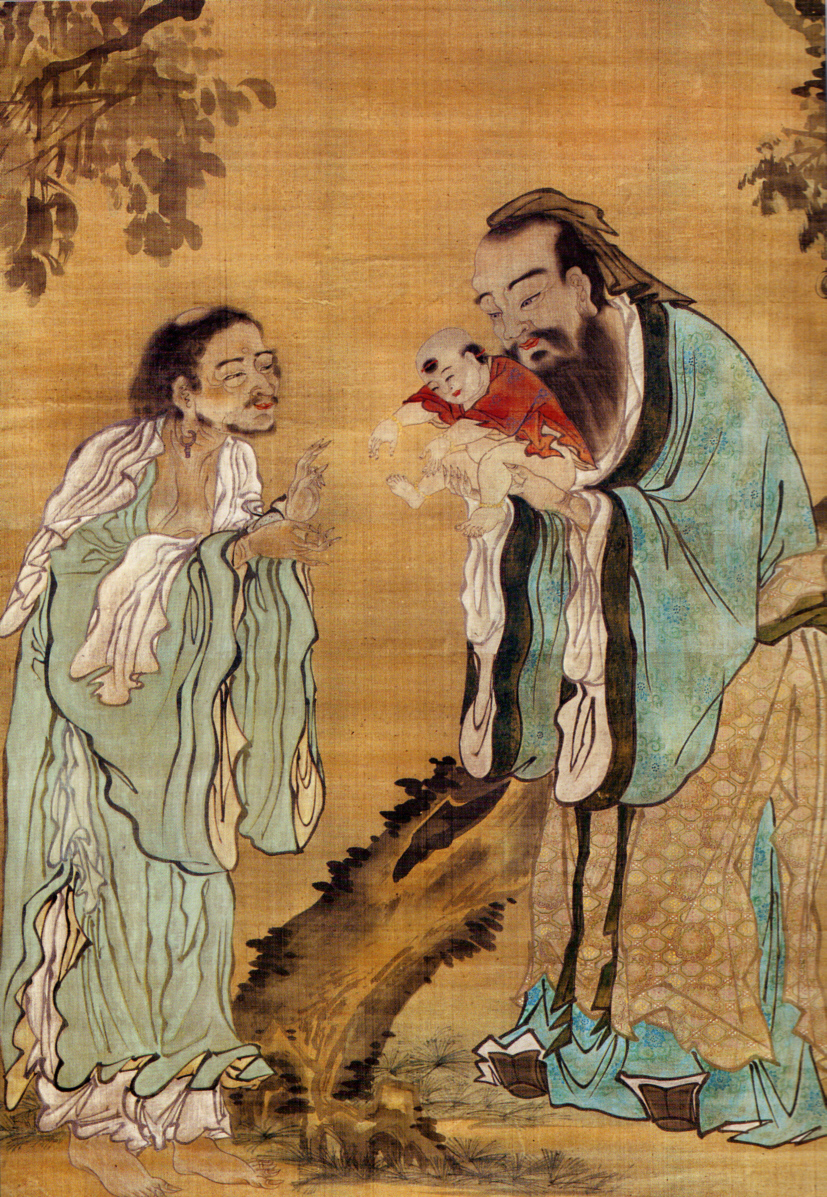
Confucio presentando Siddharta (Buda Gautama) a Lao Tsé. Imagen de la dinastía Ming.

Los santos (en latín sanctus; en griego ἁγίος hagíos, en hebreo qadoš, 'elegido por Dios' o bien 'diferenciado', 'distinguido') son personas destacadas en las diversas tradiciones religiosas por las relaciones especiales que se les atribuyen con las divinidades o por una particular elevación ética; este segundo sentido se preserva en tradiciones espirituales no necesariamente teístas.
La influencia de un santo supera el ámbito de su religión cuando la aceptación de su moralidad adquiere componentes universales: por ejemplo, es el caso de Teresa de Calcuta o Gandhi, y, en general, al menos hasta cierto punto, de todos los fundadores de las grandes religiones.

## Concepto
En muchas tradiciones religiosas teístas son los intercesores ante Dios y protectores de algún lugar o grupo de personas en específico, así como su veneración o culto . El término también se aplica para resaltar algo como lugares (como el Monte Athos), textos (como las Sagradas Escrituras), etc.
En español se utiliza la palabra santa delante del nombre de una mujer (por ejemplo, Santa Ana de Nazareth). Cuando se trata de un hombre se usa siempre el apócope san, con las excepciones de Santo Tomé, Santo Toribio, Santo Tomás y Santo Domingo, en las que se emplea el término completo y Santiago (como Santiago Apóstol).
En el judaísmo
Los vocablos hebreo y griego para “santidad” transmiten la idea de puro o limpio en sentido religioso, apartado de la corrupción. La santidad de Dios denota una absoluta perfección (1 Samuel 2:2).
En el cristianismo
En la tradición cristiana, se trata de personas destacadas por sus virtudes y son como modelos capaces de mostrar a los demás un camino ejemplar de perfección. Como, de acuerdo con la Biblia, Dios es amor, la principal virtud de los santos es, consecuentemente, su capacidad para amar a Dios y a los demás seres humanos. La religión cristiana considera además que toda la humanidad está llamada a ser santa y a seguir a los santos, que representan el ejemplo de creencia y seguimiento de Dios, cuya vida puede resumirse en un solo concepto: el amor al ser supremo.
La posición del cristianismo protestante con respecto a los santos es ambigua: si bien algunas denominaciones históricas, como la anglicana y la luterana, aceptan la figura de los santos, otras, como los modernos movimientos evangélicos, pentecostales y bautistas, rechazan la noción de santo y el culto que se les dedica.
En la Iglesia católica, el reconocimiento de un «santo» se produce después de un proceso judicial llamado canonización. Actualmente, solo el papa, a quien se llama protocolariamente «Su Santidad», puede determinar la santidad de fieles católicos. Este proceso tiene análogos en algunas otras confesiones cristianas.
En el islam
La santidad es un atributo de Dios que confiere a quien Él quiere de acuerdo a Su sabiduría y bondad. El Corán hace mención de ciertos elegidos que están particularmente" cercanos" a Dios, los aulia o amigos de Dios. En la cima de estos Santos se ubican los Profetas.
En el budismo
En el budismo, al no existir el concepto de Dios, un santo es una persona iluminada o cercana a la iluminación y, por consiguiente, al Amor Universal. De este modo, es su karma el que determina su grado de pureza espiritual, el cual puede ser verificado por medios metafísicos (percepción extrasensorial de los chakras) por otros santos. Al orar y fijar el pensamiento en una figura santa o en algo relacionado con ella, se entra en conexión metafísica respecto a un determinado campo de la conciencia con lo que representa dicha figura y con todos los que estén y hayan estado pensando u orando sobre lo mismo. Así, estas figuras se realizan desde tiempos ancestrales con colores vivos y detalles característicos invariables para, según la creencia, facilitar una imagen mental común. Por lo tanto, el objetivo no es realmente venerar lo sagrado, sino entrar en conexión con la conciencia universal, aunque, para evitar el apego, no suele recalcarse ningún objetivo. Actualmente, y para santos aún vivos o de vida reciente, se usan también fotografías.
Por otro lado, la mayor parte de las religiones de la India tienen a menudo tendencias sincretistas.

## Cristianismo

### Iglesia primitiva
La Iglesia afirma, desde sus orígenes y siguiendo la tradición judaica, que sólo Dios es santo. Sin embargo, por el hecho del bautismo y la adopción que conlleva, los cristianos son asociados y llamados a la santidad, que es una vocación universal.
El apóstol Pablo designaba como santos a los cristianos que vivían en una ciudad determinada, expresando la santidad como el estado de comunión con Dios, en la Iglesia, por el bautismo.
Poco a poco, la noción de santo se iría ampliando, y numerosas personalidades locales de la Iglesia primitiva y de las nuevas poblaciones cristianizadas adquirirían la reputación de la santidad.
La veneración de los santos fue una característica de los primeros cristianos, que oraban y pedían la intercesión de los mártires. De entre las devociones que figuran en los primeros siglos del cristianismo se encuentra la de María, madre de Jesucristo: el papiro Rylands 470, cuyo original se conserva en la Biblioteca Universitaria John Rylands, contiene la oración Bajo tu amparo dirigida a ella como Theotokos. Otro testimonio de la devoción a María y a los santos son las pinturas en la catacumbas de Santa Priscila.

### Catolicismo
Para los católicos, los santos forman la llamada Iglesia triunfante e interceden ante Jesucristo por la humanidad, por los vivos en la Tierra y por los difuntos en el Purgatorio: es la llamada comunión de los santos. Todos ellos, incluso los que no han sido oficialmente reconocidos como tales, tiene su festividad conjunta en el Día de Todos los Santos, que se celebra el 1 de noviembre y que para los católicos representa que, más allá del número de personas canonizadas (es decir, de las cuales la santidad se afirma sin ambigüedad y se les puede venerar), hay abundantes cristianos (e incluso no cristianos en sentido estricto, como Abraham, Moisés, David, Job), que han alcanzado el ideal de comunión con Dios.
Los santos inscritos en el martirologio romano son los declarados por la Iglesia católica como indudablemente presentes en el Cielo y, por tanto, pueden ser objeto del culto público, el llamado culto de dulía, a diferencia del culto de latría, que no debe dirigirse más que a Dios. Una excepción en estas categorías del culto representa la Virgen María, receptora de la hiperdulía que se celebra en los lugares de apariciones marianas.
Aunque los antiguos santos eran declarados como tales por los obispos, el procedimiento, a lo largo de los siglos, se ha ido centrando en Roma y, desde hace un milenio, solo el papa puede celebrar canonizaciones. La Iglesia católica establece la santidad de ciertas personas mediante los procesos abiertos por la llamada congregación para las causas de los santos. El proceso de santificación tiene que pasar por las etapas de venerabilidad, beatificación y canonización. El proceso de canonización adopta las formas de un proceso judicial en el que una persona (el «promotor de justicia», tradicionalmente llamada promotor de la fe, examina y cuestiona la supuesta santidad del candidato propuesto por el postulador de la causa. En este sentido, el postulador asume el papel de «fiscal», pues debe «demostrar» la santidad del candidato, y el promotor actúa como la «defensa», pues le basta mostrar dudas razonables contra la causa. Aunque el derecho canónico establece un tiempo mínimo entre el fallecimiento de una persona y el inicio de su causa de canonización en Roma, los plazos son muy variables.
El papel de los santos en la Iglesia y entre los creyentes ha evolucionado mucho durante la segunda mitad del siglo XX. El culto que se les solía rendir se ha ido matizando y sus imágenes son más utilizadas como ejemplos que como agentes de intercesión, papel que desempeñaron con fuerza durante siglos. El Papa Benedicto XVI afirma:

«El santo es aquel que está tan fascinado por la belleza de Dios y por su perfecta verdad que éstas lo irán transformando progresivamente. Por esta belleza y verdad está dispuesto a renunciar a todo, también a sí mismo. Le es suficiente el amor de Dios, que experimenta y transmite en el servicio humilde y desinteresado al prójimo.»

Desde el Concilio Vaticano II, los procedimientos han cambiado, los plazos se han hecho más cortos y el número de milagros post mortem necesario, que antes podía alcanzar varias centenas (en función de la credulidad de las épocas), se ha reducido a dos.
Existen más de 10 000 beatos y santos. El reverendo Alban Butler publicó Lives of the Saints (La Vida de los Santos) en 1756, conteniendo 1,486 santos. La última edición de esta obra, editada por el padre Herbert Thurston, S.J. y el autor británico Donald Attwater, contiene las vidas de 2,565 santos.
Bajo el pontificado de Juan Pablo II, en un período de 25 años, se proclamaron más de 1300 beatificaciones y canonizaciones, mientras que sus predecesores necesitaron varios siglos para unas centenas de declaraciones.
Es indispensable entender que los títulos post mortem de siervo de Dios, venerable, beato, santo y patrono son títulos honoríficos o simbólicos, que la Iglesia católica concede a personajes importantes de su seno, y no representan nada sobrenatural; son títulos humanos, a modo de distinción hacia los católicos que se dedicaron al progreso de la humanidad, en general bajo la inspiración divina.

#### Santos laicos de estirpe real
Desde los inicios de la Edad Media comienzan a aparecer canonizaciones y a desarrollarse cultos en torno a reyes y príncipes que no han pertenecido al clero y que han muerto como mártires. Un claro ejemplo de este fenómeno fue San Wenceslao de Bohemia. Sin embargo, a partir del siglo XI, esta concepción cambia y los reyes santos empiezan a tener características de guerreros y hombres justos, nobles cristianos. El primer rey canonizado según estos nuevos parámetros fue San Esteban I de Hungría, el cristianizador de su gente y fundador de su Estado medieval. Posteriormente, la estirpe de San Esteban dio más personas que concordaban con este perfil y así, la familia que más santos le ha dado a la Iglesia Católica es la Casa de Árpad, dinastía real húngara conocida como la familia de los Reyes Santos (en húngaro: Szent királyok családja). Esta familia aportó entre beatos y santos un total de 10, entre los cuales los más destacados son la princesa Santa Isabel de Hungría, cuyo culto alcanzó gran importancia en los territorios germánicos, y la princesa Santa Margarita de Hungría, una piadosa monja del siglo XIII. Fue recurrente desde la Edad Media el motivo de los Reyes Santos, donde los tres monarcas húngaros fueron representados juntos, dando testimonio de cómo debe ser el rey cristiano perfecto.
A lo largo de la Edad Media fueron canonizados otros reyes, como Eduardo el Confesor en Inglaterra, y uno de los más conocidos, Luis IX de Francia, quien dirigió varias cruzadas para reconquistar la Tierra Santa en el siglo XIII. San Luis de Francia llegó a ser sin duda uno de los principales ideales del caballero medieval del siglo XIII, envuelto en una atmósfera de romanticismo y piedad cristiana. Por otra parte, desde la primera década del siglo XII, San Ladislao I de Hungría ocupó antes que el propio Luis el lugar como el prototipo perfecto de rey, caballero y santo. Como hecho curioso, la vida de San Ladislao estuvo envuelta constantemente de milagros y revelaciones, donde tras sus rezos, Dios convertía monedas en piedras, atraía hordas de animales para alimentar a su ejército y ángeles con espadas incandescentes volaban a su alrededor protegiéndolo, todos estos motivos que no aparecen en las crónicas sobre San Luis, el cual es el característico rey-santo-caballero gótico, contrapuesto a San Ladislao, quien es el rey-santo-caballero del periodo románico.

### Iglesia ortodoxa
La santidad es para la Iglesia ortodoxa una participación en la vida de Cristo, y los santos son llamados así en la medida en que son cristóforos, es decir, suficientemente obedientes a la figura de Cristo como para representar fielmente su imagen, ser su icono.
La Iglesia Ortodoxa ignora la noción de bienaventurado, palabra que equivale a santo. Tampoco conoce el proceso de canonización o el número mínimo de milagros para ser proclamado santo. Cuando la veneración de la memoria de un difunto se extiende entre los fieles, el sínodo de la Iglesia afectada se reúne en torno al primado (patriarca o arzobispo) y estudia la cuestión de la santidad de la persona. Sucede con frecuencia que para entonces ya han sido pintados iconos en su memoria. Cuando la santidad es proclamada, se determinan los días (pueden ser uno o varios) de fiesta litúrgica y se adopta un himno en su honor. El canon iconográfico del santo comienza entonces a elaborarse. En el calendario ortodoxo, el día consagrado a la memoria de todos los santos es el primer domingo después de Pentecostés.

### Anglicanismo
En la Comunión anglicana y en el Movimiento anglicano de Continuación, a partir de su fundador Enrique VIII de Inglaterra, el tratamiento de santo se refiere a la persona que ha sido elevada por la opinión popular como persona pía y sagrada. Los santos son considerados modelos de santidad a ser imitados y como una “nube de testigos” que fortalecen y alientan al creyente durante su viaje espiritual (Hebreos 12:1). Los santos son considerados hermanos mayores en Cristo. Los credos anglicanos oficiales reconocen la existencia de los santos en el cielo.
En lo que respecta a la invocación de los santos, uno de los Treinta y Nueve Artículos de la Iglesia de Inglaterra “Del Purgatorio” condena la “Doctrina católica concerniente a…(la) invocación de santos” como “una cosa fútil vanamente inventada, sin fundamento en la Escritura, y más bien repugnante a la Palabra de Dios”. Sin embargo, cada una de las 44 iglesias miembro de la Comunión Anglicana son libres de adoptar y autorizar sus propios documentos oficiales, y los Artículos no son oficialmente normativos en todos ellos (p. ej., la iglesia episcopal de los EE. UU., que los relega a “Documentos Históricos”). Los Anglo-Católicos de las provincias anglicanas que usan los Artículos hacen a menudo una distinción entre una doctrina “católica” y una “patrística” con relación a la invocación de los santos, permitiendo la última.
En contextos de la Iglesia alta, tales como el anglo-catolicismo, un santo suele ser alguien a quien se le atribuye (y a quien generalmente se le ha demostrado) un alto nivel de santidad. Según este uso, un santo no es, por consiguiente, un creyente, sino alguien que ha sido transformado por la virtud. En el catolicismo, un santo es una señal especial de la actividad de Dios. La veneración de los santos a veces es malentendida como adoración, en cuyo caso es denominada con sorna “hagiolatría”.
Algunas iglesias anglicanas, particularmente los anglo-católicos, piden personalmente plegarias de los santos. Sin embargo, tal práctica rara vez se halla en una liturgia anglicana oficial. Ejemplos inusuales se encuentran en la Liturgia Coreana de 1938, la Liturgia de la diócesis de Guinea de 1959 y el Libro de la Oración Inglesa Melanesia.
Los anglicanos creen que el único mediador efectivo entre el creyente y Dios el Padre, en términos de redención y salvación, es Dios el Hijo, Jesucristo. El Anglicanismo Histórico ha hecho una distinción entre la intercesión y la invocación de los santos. La primera era aceptada generalmente en la doctrina anglicana, mientras que la última solía rechazarse. Algunos, sin embargo, en el Anglicanismo sí piden la intercesión de los santos. Quienes piden a los santos que intercedan por ellos hacen una distinción entre “mediador” e “intercesor”, y alegan que pedir plegarias de los santos no es diferente en esencia a pedir plegarias a cristianos vivos. Los anglicanos católicos entienden la santidad de una manera más católica u ortodoxa, a menudo pidiendo intercesiones de los santos y celebrando sus fiestas.
Según la Iglesia de Inglaterra, un santo es aquel que está santificado, como se traduce en 2 Crónicas 6:41 de la Versión Autorizada del rey Jacobo:

Now therefore arise, O Lord God, into thy resting place, thou, and the ark of thy strength: let thy priests, O Lord God, be clothed with salvation, and let thy saints rejoice in goodness. 
 (‘Y ahora levántate, oh, Señor Dios, hacia tu reposo, tú y el arca de tu fuerza: que tus sacerdotes, oh, Señor Dios, se revistan de salvación, y que tus santos se regocijen en la felicidad!’).

En la Biblia tan solo una persona es expresamente llamada santa: “Cuando en el campamento tuvieron envidia de Moisés y de Aarón, el santo del Señor”. (Salmo 106:16). El apóstol Pablo se autodeclaró “menos que el más pequeño de todos los santos” en Efesios 3:8.

### Luteranismo
La Iglesia luterana desaprueba el uso de la palabra santo para referirse a cualquier persona que no se encuentre mencionada dentro de la Biblia y condena su veneración. Sin embargo, la iglesia todavía honra y reconoce a personas específicas en distintas fechas dentro de su propio calendario litúrgico, incluyendo gente de otras consagraciones como Juan XXIII, Papa de la Iglesia Católica; o Martin Luther King, reverendo De la Iglesia bautista.
Philip Melanchthon, autor de la Apología de la Confesión de Augsburgo, aprobó reconocer a los santos diciendo que pueden ser honrados de tres maneras sin caer en idolatría:
1. Agradeciendo a Dios por los ejemplos de Su misericordia;
2. Usando a los santos como ejemplos para fortalecer nuestra fe; e
3. Imitando su fe y otras virtudes.[13]

Las oraciones a santos específicos están prohibidas, ya que la Iglesia no cree que sean mediadores de redención.

### Protestantismo
En la Comunión Anglicana, mencionada anteriormente y en las denominaciones luterana, presbiteriana y metodista, los santos son respetados e incluso existen iglesias con nombres de algunos santos, destacándose entre los luteranos aquellos a los que atribuyen haber jugado un papel importante en su evangelización: santa Brígida en Suecia, san Olaf en Noruega, o entre los metodistas y presbiterianos, de herencia de las islas británicas, los de los patrones de esos países, como san Andrés, san Patricio, san Jorge, de los cuatro evangelistas, san Mateo, san Lucas, san Marcos y san Juan, de los doce apóstoles, especialmente san Pedro, y del Apóstol de los gentiles, san Pablo. También hay iglesias de esas denominaciones llamadas “de todos los Santos”.
El resto del protestantismo se distingue especialmente del catolicismo y la ortodoxia por su rechazo del culto de los santos y de sus reliquias. La acepción de la palabra santo como sinónimo de cristiano es la más corriente entre los protestantes, que insisten en la afirmación de que sólo Dios conoce a los que le pertenecen. Por ello, se abstienen de declarar a nadie particularmente santo.
El protestantismo más clásico suele llamar santos a los personajes del Nuevo Testamento, sin que ello dé lugar a ningún culto. No creen en la santidad de los evangelistas, por ello les quitan el apócope 'san'. Las posteriores asambleas fundadas por hombres que se hacían a una parte de la doctrina de la iglesia cristiana y bajo nombres como evangélicos, pentecostales, testigos de Jehová, adventistas, etc.,  cada cual creada de acuerdo a las denominaciones que se desprenden de ellas y a la interpretación de cada pastor que funda una nueva asamblea. Los criterios sobre la santidad son muy difíciles de unificar.

### Santos de los últimos días (mormones)
La Iglesia de Jesucristo de los Santos de los Últimos Días fundada por José Smith, reclama ser la misma iglesia que Cristo estableció y que ha sido restaurada en nuestros días en preparación para la segunda venida del Salvador. Y de ahí, como su nombre indica, la Iglesia dice que sólo se diferencia de la Iglesia primitiva en que los santos, o los miembros de la iglesia, viven en estos, los últimos días.
Russell M. Nelson, en ese entonces miembro del Cuórum de los Doce Apóstoles de dicha iglesia y actual líder mundial de la misma, clarificó la definición de "santo" para la Iglesia de la siguiente manera:

La palabra cristiano aparece en sólo tres versículos de la versión Reina Valera de la Biblia. Un versículo describe el hecho histórico en que 'a los discípulos se les llamó cristianos por primera vez en Antioquía' (Hechos 11:26); la otra es la cita a un no creyente sarcástico, el rey Agripa (véase Hechos 26:28); y la tercera indica cómo un cristiano 'debe estar preparado para sufrir' (1 Pedro 4:16).

En contraste, el término santo (o los santos) aparece en treinta y seis versículos del Antiguo Testamento y en sesenta y dos versículos del Nuevo Testamento.

Pablo dirigió una epístola 'a los santos que están en Éfeso, y al fiel en Jesucristo' (Efesios 1:1.). A conversos recientes allí, les dijo: 'Por eso, ya no sois extranjeros ni forasteros, sino conciudadanos de los santos y miembros de la familia de Dios' (Efes. 2:19; véase también Efes. 3:17–19). En su epístola a los efesios, Pablo utilizó al santo de palabra por lo menos una vez en cada capítulo.

A pesar de su uso en noventa y ocho versículos de la Biblia, el término santo todavía no es entendido bien. Algunos piensan erróneamente que la palabra, cuando se refiere a una persona, implica la beatificación o la perfección. ¡No es así! Un santo es un creyente en Cristo y sabe de Su amor perfecto… Un santo sirve a los otros, sabiendo que más de uno sirve, la más grande oportunidad para el Espíritu para santificar y purificar.
Russell M. Nelson

## Otras religiones

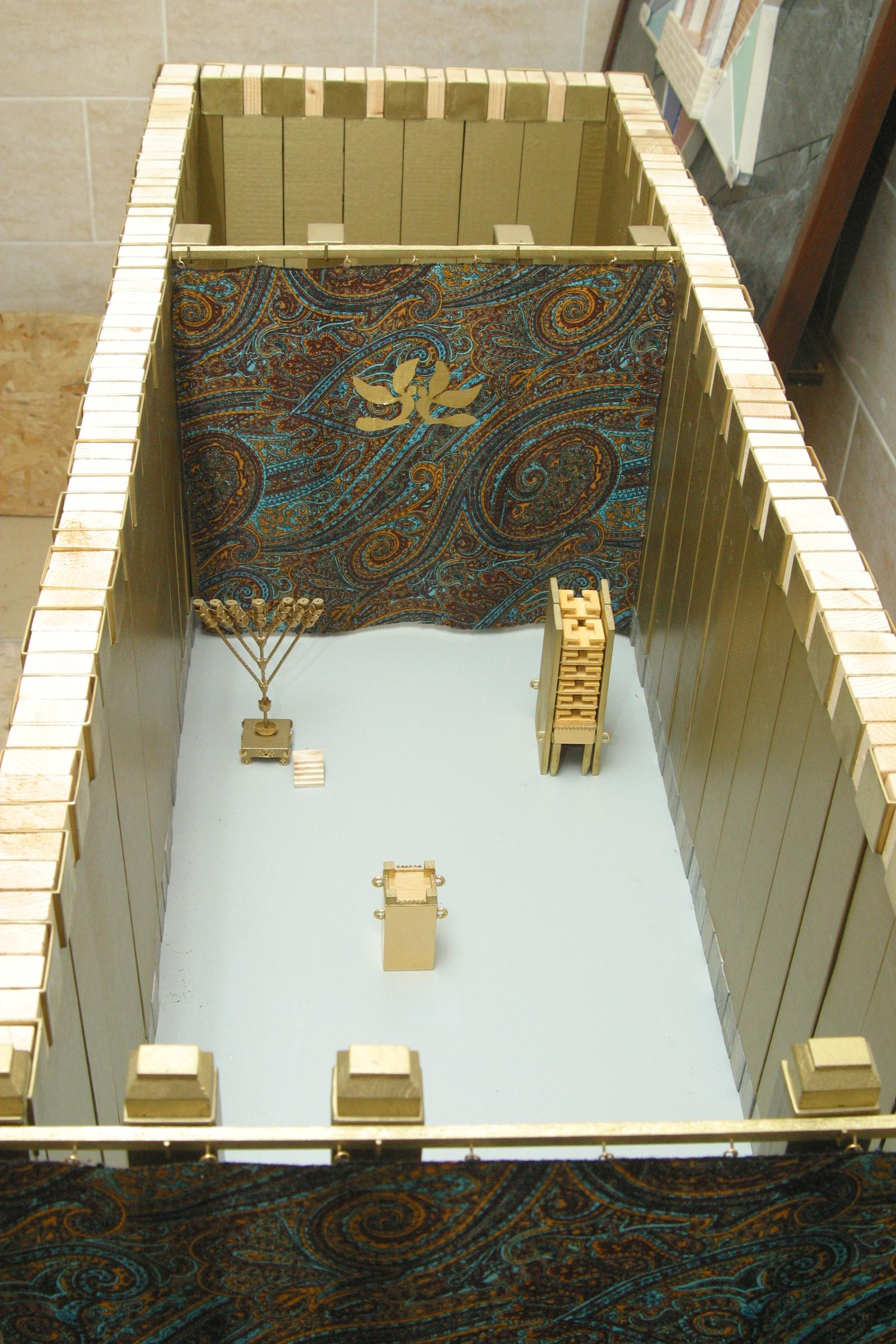
Modelo del Tabernáculo, mostrando el Santo, con la Menorá y, tras el cortinado, el Santo de los Santos o Sanctasanctórum, donde se preservaba el Arca de la Alianza.

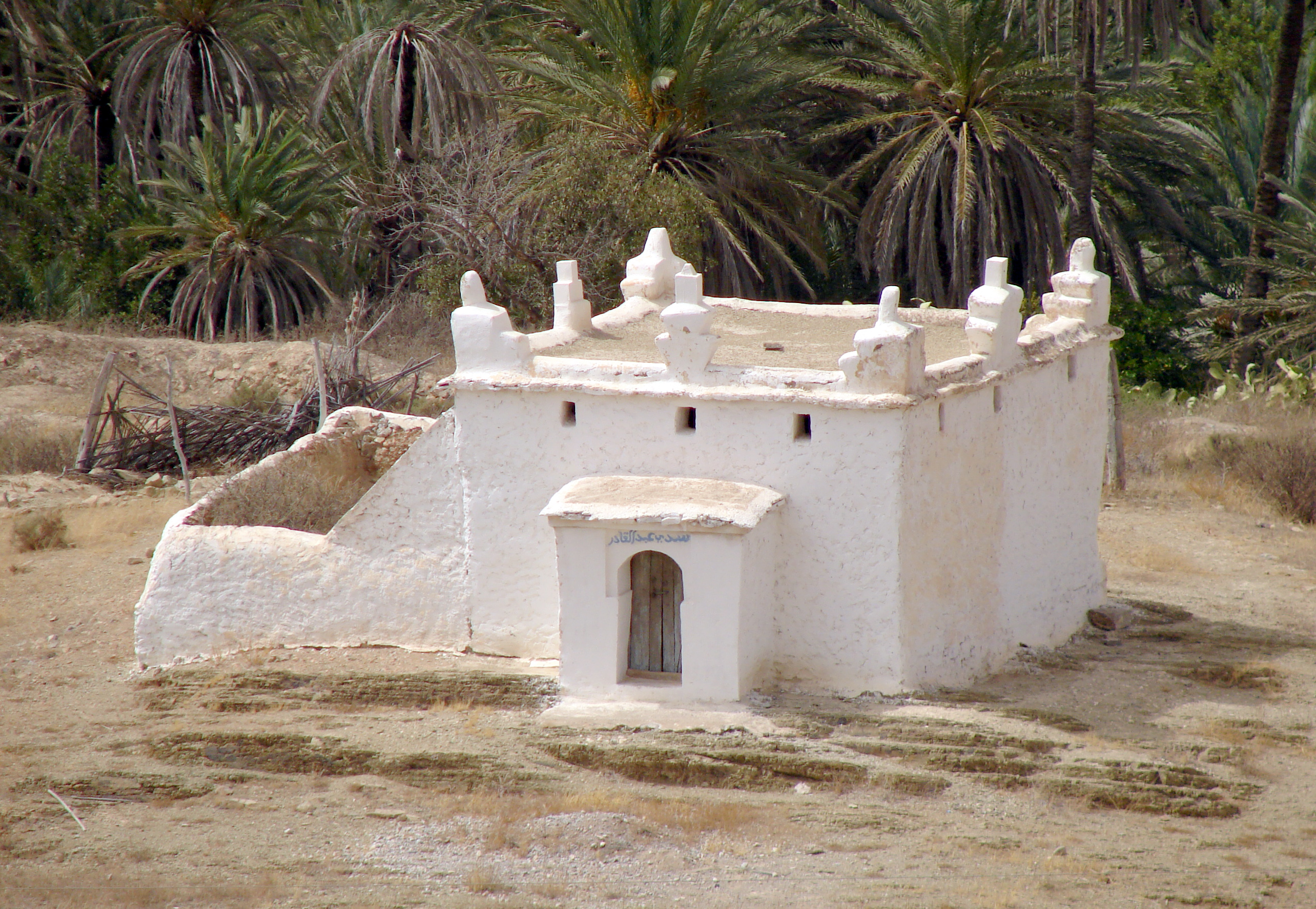
Tumba de Morabito, Marruecos meridional.

### Judaísmo
El término hebreo para la santidad (en hebreo: קדושה‎ qedušah) significa «apartamiento» o «separación». En la religión hebrea, lo «santo» es lo «diferente» o «apartado», y en ese sentido Yahvé es «santo», distinto del mundo profano. Los objetos y las personas se «santifican» por su relación con Dios, habitualmente a causa de la elección divina, o por una ofrenda especial hecha a la divinidad. Así, por ejemplo, el «Lugar Santísimo» del Templo de Jerusalén era el santuario más reservado del mismo, separado espacialmente del resto de los atrios, para significar su propiedad especial por parte de Dios, y esta «santidad» se extendía a Jerusalén, la «ciudad santa», los «días santos» reservados para el culto a Yahvé, y también se extiende al pueblo hebreo (elegido por Dios para recibir la Ley y transmitir las profecías bíblicas).
El trato con «lo santo», Yahvé en particular, se considera deseable pero desde la cautela: en la antigua religión de los hebreos, la profanación de los espacios santos era especialmente penalizada, incluso con la muerte. En el Judaísmo popular existen las peregrinaciones a tumbas de personajes y profetas del Antiguo Testamento como, por ejemplo, la tumba del Patriarca José en Nablus, o bien, visitan las tumbas de eminentes rabinos, místicos y cabalistas como Najman de Breslav en Ucrania o Isaac Kaduri en Israel.

### Islam
El sunismo conoce los wali, expresión susceptible de ser traducida como santos. El chiismo reconoce santos, cuyas tumbas son destinos de peregrinajes, lo mismo que el sufismo. Para este último caso se podrían citar como ejemplo los llamados Siete santos de Marrakech, venerados en el islam popular marroquí, y la veneración de la tumba del místico Yalal ad-Din Muhammad Rumi en Turquía, entre otros. Varias formas minoritarias de reformismo islámico, como el wahhabismo, rechazan a los santos y consideran su veneración como un caso de idolatría.

### Budismo
Los budistas veneran en su doctrina a los arahants y bodhisattvas y, en el Tíbet, a los monjes lamas. Al dalái lama y al Karmapa se les llama protocolariamente «Su Santidad».

### Hinduismo
Los practicantes del hinduismo hacen reverencia a sus gurús, santones o siddhas, maestros espirituales de vida ascética.

### Jainismo
El jainismo reconoce a los tirthankaras, los cuales son seres que alcanzaron la trascendencia y liberación (moksha) y son, por ello, maestros que enseñaron el camino jainista. Alejados del devenir del cosmos y del suceso cósmico, no intervienen de manera alguna en él, sirven solamente como ejemplos a seguir.

### Sijismo
El concepto de santo o bhagat se encuentra en el pensamiento norindio, incluyendo el sijismo. Figuras como Kabir, Ravidas, Nanak y otros son ampliamente consideradas como pertenecientes a la tradición Sant. Algunas de sus composiciones místicas están incorporadas en el Gurú Granth Sahib. El término “Sant” aún se aplica libremente a individuos vivos y comunidades relacionadas.

### Diáspora africana
La santería cubana, el vudú haitiano, la umbanda y el candomblé brasileños, así como otras religiones sincréticas,  adoptaron los santos católicos, o al menos sus imágenes, y les aplicaron sus propias deidades. Son adorados en iglesias (donde aparecen como santos) y en festivales religiosos, donde aparecen como deidades. El nombre santería era originalmente un término peyorativo para aquellos cuya adoración de los santos se había desviado de las normas católicas.